# Louise de Bourbon (1809-1891)
Pour les articles homonymes, voir Louise de Bourbon et Bourbon.
Louise de Bourbon, comtesse de Vierzon et par mariage baronne de la Contrie et de Charette, née le 29 décembre 1809 à Londres et morte le 26 décembre 1891 à Couffé, est une princesse française de la Maison de Bourbon, seconde fille légitimée de Charles-Ferdinand d'Artois, duc de Berry, et d'Amy Brown. Petite-fille du roi Charles X, petite-nièce de Louis XVI et de Louis XVIII, Louise est la sœur de Charlotte, comtesse d'Issoudun, de Louise, duchesse de Parme, d'Henri, comte de Chambord, de Charles-Louis Auguste et Ferdinand Oreille de Carrière, de Ferdinand et Charles de La Roche, et de John Freeman de Bourbon (présumé).

## Biographie

### Famille
Louise Marie Charlotte est née à Londres le 29 décembre 1809. Ses parents, Charles-Ferdinand d'Artois, duc de Berry, et Amy Brown se sont rencontrés à l'automne de 1807 lors d'une représentation à la Royal Opera House. Elle a une sœur ainée née l'année précédente, Charlotte de Bourbon. Elle est baptisée le 15 janvier 1810 dans la chapelle catholique de Sa Majesté à Londres. Elle a pour parrain le baron Louis de Roll et pour marraine Marie-Charlotte Albertine de Bouchet de Sourches de Montsoreau, comtesse de La Ferronnays.

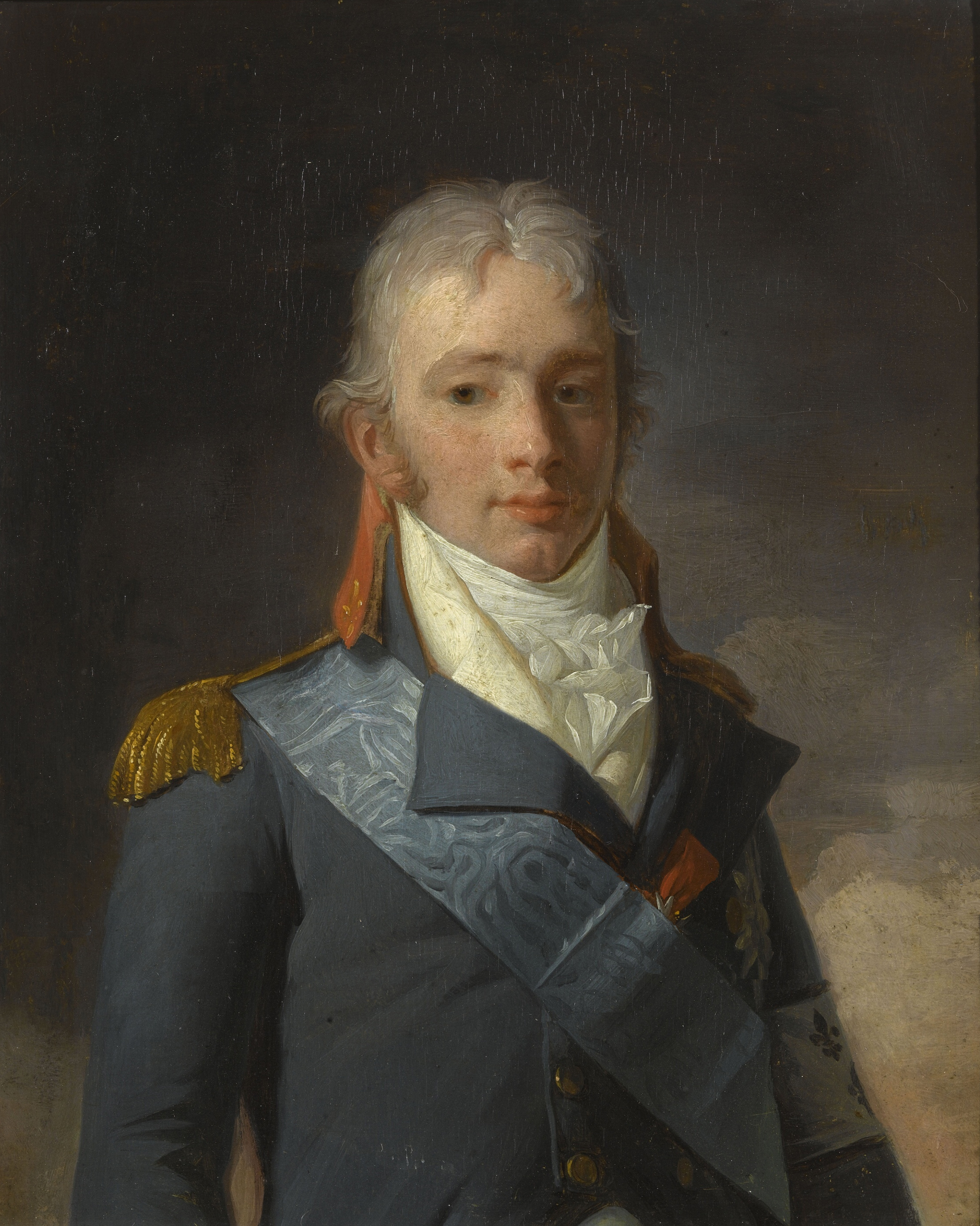
Portrait de Charles-Ferdinand, duc de Berry, père de Louise.

À la Restauration, Amy Brown s'installe à Paris avec ses deux filles. Le 20 février 1820, le duc de Berry est victime d'un attentat à l'opéra ; mortellement poignardé par Louvel. Cette nuit-là, sur son lit de mort, il révèle à sa femme, Marie-Caroline de Bourbon-Siciles, avec laquelle il est marié depuis 1816 et dont il a une fille, Louise d'Artois, l'existence de ses deux filles avec Amy Brown. Ses filles se rendent à l'opéra pour dire au revoir à leur père mourant et rencontrent la duchesse de Berry, qui déclare qu'elle les adopte et qu'elle veillera sur elles. Ainsi, après la mort de leur père, elles vivent sous la protection de la famille royale française. Leur grand-oncle, Louis XVIII, leur accorde par lettres patentes la nationalité française et le titre de comtesse d'Issoudun pour Charlotte et celui de comtesse de Vierzon pour Louise, avec leurs propres armoiries. Les deux titres font référence à des villes du Berry, dont leur père était le duc. Le monarque accorde également une pension à chacune des deux sœurs.

### Descendance
Louise et Charlotte sont assez proches de leurs autres frères et soeurs, particulièrement de Louise et Henri, duc de Bordeaux, qui les accompagnant dans leurs jeux au château de Bagatelle, et elles ont également leurs propres appartements au château de Rosny-sur Seine, propriété de la duchesse de Berry.
Le 18 juin 1827, en l'église Saint-Louis-d'Antin à Paris, elle épouse Charles Athanase Marie de Charette, baron de la Contrie, pair de France. Louise devient baronne de Charette et de la Contrie.
De ce mariage naissent neuf enfants ; six garçons et trois filles, dont :
- Athanase-Marie de Charette de la Contrie, baron de Charette, général de brigade, lieutenant-colonel des Zouaves pontificaux ; officier de la Légion d'honneur, né en 1832, épouse en 1862 en premières noces Antoinette de Fitz-James, et en secondes noces en 1877 Antoinette Van Leer Polk ;
- Louis-Marie de Charette de la Contrie, officier de cavalerie de S.S., né en 1834, épouse en 1863, Mlle de Goyon-Matignon de Marck, d'où deux fils ;
- Ferdinand de Charette de la Contrie, Zouave pontifical, chevalier de la Légion d'honneur, né en 1837, épouse en 1877 Marie Robineau de Rochequairie. Il fut créé comte Romain, deux fils morts sans postérité ;
- Urbain (1839-1925) ;
- Maurice Alain de Charette de la Contrie, officier de S.S., né en 1841, épouse en 1866 Mlle de Bourbon-Busset ;
- Armand-Étienne-Marie de Charette de la Contrie, Zouave pontifical, né en 1843, épouse en 1862, Mlle de Durfort de Civrac[9] ;
- Henriette (1835-1932) ;
- Marie Colette (20 janvier 1846, château de La Contrie - 22 janvier 1921, château de La Contrie) ; relation avec Alberto Montanari, d'où postérité ;
- Michelle Anne (29 septembre 1847, Couffé - 2 août 1909, Dinan), mariée, le 9 avril 1872 à Couffé, avec Octave, vicomte Harscoüet de Keringant (1842-1896), lieutenant aux zouaves pontificaux, d'où postérité (au moins une fille).

## Sources